# Толстов, Пётр Николаевич
Пётр Николаевич Толстов (1876, — 1918) — эсер, делегат Всероссийского Учредительного собрания.

## Биография
Петр Толстов родился в 1876 году в Голой Пристани Днепровского уезда (Таврическая губерния) в дворянской семье мирового судьи Николая Толстова. Петр окончил Симферопольскую мужскую гимназию с серебряной медалью и начал учиться на физико-математическом факультете Московского университета, откуда был исключен в 1899 году. Он был выслан по решению суда. В 1900 году Петр Толстов экстерном окончил медицинский факультет и получил специальность врача. В 1903 году он стал председателем Перекопской уездной земской управы.
Толстов оказался поднадзорным «охранки» с 1896 года, позже стал членом Партии социалистов-революционеров (ПСР). Он был участником земских съездов: арестован в 1906 году за организацию отделения Всероссийского крестьянского союза, но освобожден под залог в 5 тысяч рублей. В 1907 году Толстов был выслан судом в Архангельскую губернию (с заменой на выезд за границу). В 1911 году он вернулся в Россию.
В 1917 году Петр Толстов работал врачом на Кавказском фронте Первой мировой войны. Он был избран комиссаром Эрзерума и депутатом местного Совета. В том же году Толстов избрался в члены Учредительного собрания по Таврическому избирательному округу от эсеров и Совета крестьянских депутатов (список № 5) от Джанкоя. 5 января 1918 года Пётр Николаевич стал участником последнего знаменитого заседания — фактического разгона Собрания. В 1918 году он выехал в Уфу и пропал без вести по дороге.